# Roseane (futebolista)
Roseane Aparecida de Oliveira Souza (Timóteo, 23 de julho de 1985), conhecida apenas como Roseane, também Zizi, é uma jogadora de futebol brasileira que atua como zagueira.

## Biografia e carreira
Roseane é natural de Timóteo, em Minas Gerais.
Ela venceu o Campeonato Brasileiro de 2013 - Série A1 atuando pelo Centro Olímpico. Já em 2019, venceu o Campeonato Brasileiro - Série A2 defendendo o São Paulo.
Integrando a Seleção Brasileira, ela disputou a Copa do Mundo de 2011.
Em nível de clube, ela passou por diversas equipes, bem como Bangu, Centro Olímpico, Santos, FC Zorkiy Krasnogorsk, da Rússia, Foz Cataratas, Avaí Kindermann, Kiryat Gat, de Israel, São José, São Paulo e Bahia.

## Principais conquistas
Campeonato Brasileiro - Série A1
- Campeã – 2013

Campeonato Brasileiro - Série A2
- Campeã – 2019